# Cacchio
La parola cacchio è un termine agricolo che indica propriamente i germogli della vite o di alcuni tipi di piante rampicanti o infestanti. Tuttavia la parola cacchio, come peraltro succede alla sua omologa più volgare, viene utilizzata in moltissimi contesti, spesso dialettali, assumendo significati anche molto diversi e per nulla scurrili.

## Significato
La parola cacchio, a seconda del contesto, può avere due significati. In un contesto agricolo, il termine indica i germogli della vite stessa. In pratica, il cacchio è il succhione della vite. La scacchiatura è l'operazione di eliminazione dei cacchi della vite (branche secondarie improduttive o che non si vuole che producano). I cacchi alla base del fusto della vite si chiamano "polloni" e l'operazione di eliminazione si dice "spollonatura".
In tal senso il termine può avere connotazione positiva, riferendosi ai germogli del tralcio di vite appena spuntato e utile ad essere trapiantato, o connotazione negativa, riferendosi al grappolo d'uva con pochi e avvizziti acini che rimarrà improduttivo e per questo andrà potato. Per estensione, alcuni utilizzano il termine cacchio anche per i succhioni di piante da frutto diversa dalla vite.
In particolare il termine, nella sua connotazione negativa, paragona il grappolo improduttivo alle piante infestanti che arrecano danno alla pianta da frutto. Da qui l'espressione "spuntare come cacchi" cioè come funghi. Inoltre, il termine può indicare anche il germoglio di altre piante ed in particolare del sambuco quando formano i polloni che crescono alla base della pianta del nocciolo risucchiandone linfa utile alla produzione del frutto.

## Etimologia
In contesto agricolo sembra che il termine derivi da cacciare nel senso di buttar fuori, germogliare indicando quindi genericamente i germogli di una pianta. Tanto è vero che in agronomia si utilizza il termine equivalente di "ricacci" per indicare i cacchi o succhioni specie quando sono ancora piccoli.
Per quanto riguarda invece l'uso in contesti differenti, sembra più opportuno pensare che si tratti di una forma sostitutiva, probabilmente dovuta al dialetto romanesco, della parola cazzo con un termine agricolo, sentito come meno volgare, piuttosto che una modifica di questa.

## Riferimenti culturali
L'accezione sostitutiva del termine cazzo ha assunto nel tempo amplissima diffusione rispetto a quello che era il suo significato originale, soprattutto grazie al cinema e ai media come la radio e la televisione. Ciò è dovuto principalmente al fatto che, specialmente prima degli anni ottanta e novanta, le volgarità ed il malcostume erano considerati dei tabù e pertanto venivano sottoposte sia a meccanismi di censura che di autocensura. Ne consegue che, all'insorgere di esigenze espressive nell'allestimento degli spettacoli, risultava necessario sostituire i termini più volgari con forme ritenute meno offensive per gli ascoltatori. Nel cinema fece sapiente uso del termine Totò, coniando la celebre espressione "Tomo tomo, cacchio cacchio", ormai entrata a pieno diritto nel linguaggio comune, che non ha valenza scurrile ma indica un modo di compiere un'azione dando l'impressione di essere mogi e dimessi, facendo finta di nulla ma, in realtà, con un preciso secondo fine.
Nei periodi successivi agli anni ottanta, dopo gli ampi cambiamenti sociali e di costume cui l'Italia andò incontro, la parola cacchio ha mantenuto nel linguaggio comune la sua diffusione e tale significato, ma ha assunto nei mezzi di telecomunicazione e nel cinema una funzione diversa, spesso comica o satirica, che gioca sull'ipocrisia dell'uso di questa parola laddove si vuole parlare con falso pudore di quelli che sono ancora oggi considerati dei tabù.